# أمير عيد
أمير عيد (مواليد 26 نوفمبر 1983) هو مغني، ملحن وعازف غيتار مصري وهو المغني الرئيسي في فرقة كايروكي الغنائية.

## مشواره
أسس أمير عيد فرقة كايروكي في 2003 وذاع صيتها بعد ثورة 25 يناير بأغنية صوت الحرية التي غناها أمير ثم توالت الأغاني ذات الطابع السياسي والاجتماعي مثل أغنية مطلوب زعيم ويا الميدان بالاشتراك مع عايدة الأيوبي واثبت مكانك. وفي 2020 قام بأول عمل سينمائي له في فيلم لما بنتولد من إخراج تامر عزت ومثل مصر في مسابقة الأوسكار لأفضل فيلم ناطق بلغة أجنبية.
في 2022 قام بتأدية أغنية أهلا وسهلًا شرفتوا للترويج لمبادرة رئيس الجمهورية لتطوير قرى الريف المصري.

## فيلموغرافيا
- 2019: لما بنتولد بدور أحمد (فيلم)[5]
- 2022: ريفو بدور شادي أشرف[6]
- 2024:دواعي السفر بدور علي

## وصلات خارجية
- أمير عيد على موقع IMDb (الإنجليزية)
- أمير عيد على موقع قاعدة بيانات الأفلام العربية
- أمير عيد على موقع ميوزك برينز (الإنجليزية)
- أمير عيد على موقع ديسكوغز (الإنجليزية)